# SN 2009fa
SN 2009fa – supernowa typu Ia odkryta 16 maja 2009 roku w galaktyce A164642+7515. W momencie odkrycia miała maksymalną jasność 17,70m.